# Mount Ngerchelchuus
Mount Ngerchelchuus (auch Mount Makelulu) ist der höchste Berg Palaus und damit auch der höchstgelegene Punkt des Staates. Er liegt auf der Insel Babeldaob, und dort auf der Grenze der Staaten Ngardmau und Ngeremlengui.